# دم‌سوزنی پشت‌قهوه‌ای
دم‌سوزنی پشت‌قهوه‌ای (نام علمی: Hirundapus giganteus) نام یک گونه از تیره بادقپک است.